# Olación
En química inorgánica, la olación es el proceso por el cual los iones metálicos forman óxidos poliméricos en solución acuosa. El fenómeno es importante para comprender la relación entre los acuo-complejos metálicos y los óxidos metálicos, representados por muchos minerales.
A pH bajo, muchos iones metálicos existen en solución acuosa como complejos de coordinación aqua, a menudo con la fórmula  [M(H2O)6]3+. A medida que aumenta el pH, un enlace O-H se ioniza para dar el complejo de hidróxido, la base conjugada del complejo hexaaqua padre:
{\displaystyle {\ce {[M(H2O)6]^3+ <=> [M(H2O)5OH]^2+ + H+}}}
El complejo hidroxo está preparado para sufrir una olación, que se inicia por desplazamiento de un agua por un complejo vecino:
{\displaystyle {\ce {[M(H2O)5OH]^3+ + [M(H2O)6]^3+ <=> \{ M(H2O)5(\mu-OH)M(H2O)5\}^5+ +H2O}}}
En este producto, el ligando hidróxido tiende un puente entre los dos metales, este puente se denota con el símbolo μ. En el ion 5+ resultante, el agua restante y los ligandos hidróxido son altamente ácidos y los procesos de ionización y condensación  pueden continuar a pH aún más altos. La formación del oxodímero es un proceso denominado "oxolación", aunque a veces no se distingue entre olación y oxolación:
{\displaystyle {\ce {[M(H2O)5]2(\mu-OH)^5+ <=> \{[M(H2O)5]2(\mu-O)\}^4+ + H+}}}
Finalmente se observa la formación del óxido metálico:
{\displaystyle {\ce {2[M(H2O)6]^3+ <=> M2O3 + 9H2O + 6H+}}}
La olación y la oxolación son responsables de la formación de muchos materiales naturales y sintéticos. Estos materiales suelen ser polímeros insolubles, pero algunos, los polioxometalatos, son discretos y moleculares. 

## Olación y curtido del cuero
Una aplicación en la que la olación es importante es el curtido del cuero utilizando sulfato de cromo (III). Esta sal se disuelve para dar catión hexacromo(III), [Cr(H2O)6]3+ y aniones sulfato. El [Cr(H2O)6]3+ actúa como ácido según la reacción:
{\displaystyle {\ce {[Cr(H2O)6]^3+ <=> [Cr(H2O)5OH]^2+ + H+}}}      Keq ~ 10−4 M
Así, un pH más alto favorece al [Cr(H2O)5OH]2+. Este complejo hidroxi puede sufrir olación:
{\displaystyle {\ce {[Cr(H2O)6]^3+ + [Cr(H2O)5OH]^2+ -> [(Cr(H2O)5)2(\mu-OH)]^5+ + H2O}}}
{\displaystyle {\ce {2[Cr(H2O)5OH]^2+ -> [(Cr(H2O)4)2(\mu-OH)2]^4+ + 2H2O}}}
El "diol" (segunda reacción) se ve favorecido y acelerado por el calor y el pH elevado. El equilibrio de estos dos factores, temperatura y pH de la solución, junto con la concentración de cromo(III), influyen en la polimerización continuada de [(Cr(H2O)4)2(μ-OH)2]4+. El hidróxido de cromo(III) es susceptible de oxidación:
{\displaystyle {\ce {[(Cr(H2O)4)2(\mu-OH)2]^4+ -> [(Cr(H2O)4)2(\mu-O)2]^2+ + 2H+}}}
Los productos de la oxolación son menos susceptibles a la escisión ácida que el puente hidroxi. Los clústeres resultantes son activos en la reticulación de la proteína en el curtido, lo que implica esencialmente la reticulación de las subunidades de colágeno. La química real del [Cr(H2O)6]3+ es más compleja en el baño de bronceado que en el agua debido a la presencia de diversos ligandos. Algunos ligandos incluyen el anión sulfato, los grupos carboxilo del colágeno, grupos amina de las cadenas laterales de los aminoácidos, así como "agentes enmascarantes". Los agentes enmascarantes son ácidos carboxílicos, como el ácido acético, utilizados para suprimir la formación de cadenas de policromo(III). Los agentes enmascarantes permiten al curtidor aumentar aún más el pH para incrementar la reactividad del colágeno sin inhibir la penetración de los complejos de cromo(III). Los enlaces cruzados formados por las especies de policromo tienen una longitud aproximada de 17 Å.